# 阿利·貝恩
阿利·貝恩（英語：Ari Behn，1972年9月30日—2019年12月25日），挪威作家。他1999年出版的短篇小说集Trist som faen卖出100,000本书并得到不少好评。
2002年5月24日，貝恩和挪威国王哈拉尔五世的长女玛塔·路易斯公主结婚。雖然他與公主結婚，但他並沒有取得挪威王室頭銜地位。婚后，两人育有三名女儿。貝恩和玛塔·路易斯在2017年离婚，共同拥有孩子的抚养权。
他在2017年指控美国男星凱文·斯貝西曾在2007年的诺贝尔和平奖庆祝派对上不恰當地抚摸他的下体。2019年12月25日，貝恩在挪威家中自杀，终年47岁。